# Nekrolog 4. Quartal 1955
Nekrolog
◄◄
| ◄
| 1951
| 1952
| 1953
| 1954
| 1955 | 1956 | 1957 | 1958 | 1959 | ► | ►►
1. Quartal |
2. Quartal |
3. Quartal |
4. Quartal 1955
Weitere Ereignisse | Allgemeiner Nekrolog 1955
Die Beschreibung der verstorbenen Person sollte so kurz wie möglich gehalten sein und nur deren signifikante Tätigkeit(en) enthalten.
Neue Namen ggf. auch unter dem Geburts- und Sterbedatum, also etwa unter 1. Januar und im Geburts- und Sterbejahr (2024) eintragen (nur bei entsprechender großer Wichtigkeit). Für Beispiele siehe die schon vorhandenen Artikel.
Außerdem über die fünf zuletzt Verstorbenen, zu denen es einen ausreichend guten Artikel für eine Präsentation auf der Hauptseite gibt, nach der todesbedingten Überarbeitung der Artikel ggf. auch unter Wikipedia Diskussion:Hauptseite informieren und sie am besten auch in den anderen Wikipedia-Sprachversionen eintragen. Tipp: Regelmäßig bei news.google.de nach „ist tot“, „gestorben“ oder „verstorben“ suchen.
Wenn eine Person gestorben ist, gibt es viele Seiten zu dieser Person in der Wikipedia, die davon auch betroffen sind und entsprechend aktualisiert werden müssen. Beispiele: Namenübersichtsseite, Geburtsjahr, Geburtsort-Seiten und viele mehr.
Wie finde ich die betroffenen Seiten?
Im Suchfeld auf der linken Seite gibt man den Suchbegriff so ein: „Vorname Nachname“. Dann klickt man auf Volltext und alle Seiten mit entsprechendem Suchtext werden aufgerufen. Hier sieht man dann schnell, wo auch das Todesjahr Sinn macht oder sogar ein Teil des Artikels angepasst werden muss. Auch hilft das „Werkzeug“ auf der linken Seite sehr gut, um solche Seiten aufzufinden: „Links auf diese Seite“. Somit ist die Wikipedia wieder aktuell in allen Bereichen! Hinweis: bei Eintragung der Kategorie „Gestorben JAHR“ wird der Missbrauchsfilter 49 ausgelöst, was jedoch nicht schlimm ist. Siehe: Spezial:Missbrauchsfilter/49
Dies ist eine Liste von im vierten Quartal 1955 verstorbenen bekannten Persönlichkeiten. Die Einträge erfolgen innerhalb der einzelnen Daten alphabetisch sortiert. Tiere sind im Nekrolog für Tiere zu finden.

## Oktober
| Tag         | Name                                         | Beruf, bekannt als                                                                                              | Alter | Beleg |
| ----------- | -------------------------------------------- | --- | ----- | ----- |
| 1. Oktober  | Eduard Aldrian                               | deutscher Offizier, Generalleutnant der Wehrmacht im Zweiten Weltkrieg                                          | 67    |       |
| 1. Oktober  | Vinzenz Baier                                | österreichisch-deutscher Architekt                                                                              | 74    |       |
| 1. Oktober  | Alexei Denissowitsch Diki                    | sowjetischer Schauspieler und Regisseur                                                                         | 66    |       |
| 1. Oktober  | Gertrud Eitner                               | deutsche Lehrerin und Politikerin (CSVD), MdR                                                                   | 74    |       |
| 1. Oktober  | Johannes Frank                               | deutscher Politiker (FDP), MdL Rheinland-Pfalz                                                                  | 75    |       |
| 1. Oktober  | Friedrich Gramsch                            | preußischer Beamter, Landrat im Kreis Heiligenbeil (1926–1932)                                                  | 60    |       |
| 1. Oktober  | Wilhelm Nagel                                | deutscher Komponist, Organist und Chorleiter                                                                    | 83    |       |
| 1. Oktober  | Theodor Pöschl                               | österreichischer Mathematiker                                                                                   | 73    |       |
| 1. Oktober  | Adolf Wuschick                               | deutscher sozialdemokratischer Politiker und Gewerkschafter                                                     | 85    |       |
| 2. Oktober  | Rudolf Nissl                                 | deutscher Maler                                                                                                 | 85    |       |
| 02. Oktober | William Orthwein                             | US-amerikanischer Schwimmer und Wasserballspieler                                                               | 73    |       |
| 2. Oktober  | Albrecht Riedesel zu Eisenbach               | deutscher Offizier und bildender Künstler                                                                       | 73    |       |
| 2. Oktober  | Nathan Schachner                             | amerikanischer Schriftsteller                                                                                   | 60    |       |
| 2. Oktober  | Hans Unterwurzacher                          | österreichischer Politiker (CSP), Mitglied des Bundesrates                                                      | 76    |       |
| 3. Oktober  | Julius Ochs Adler                            | US-amerikanischer Generalmajor der US Army und Journalist                                                       | 62    |       |
| 3. Oktober  | Ossi Blomqvist                               | finnischer Eisschnellläufer                                                                                     | 47    |       |
| 3. Oktober  | Alfonso Canciani                             | Steinmetz | 91    |       |
| 3. Oktober  | Angelo Mercati                               | italienischer Geistlicher, Gelehrter und Präfekt des Vatikanischen Archivs                                      | 84    |       |
| 3. Oktober  | John William Nicholson                       | britischer Mathematiker                                                                                         | 73    |       |
| 3. Oktober  | Augusta Poell                                | deutsche Sopranistin                                                                                            | 48    |       |
| 3. Oktober  | Robert Twardy                                | deutscher Geodät und Politiker (SPD), MdL                                                                       | 75    |       |
| 4. Oktober  | Anna Jan-Ruban                               | russische Sopranistin und Gesangspädagogin                                                                      |       |       |
| 4. Oktober  | Andreas Laely                                | Schweizer Politiker (FDP), Redakteur und Lokalhistoriker                                                        | 91    |       |
| 4. Oktober  | Alexandros Papagos                           | griechischer Politiker                                                                                          | 71    |       |
| 4. Oktober  | Robert Routil                                | österreichischer Ethnologe und Rassenforscher                                                                   | 62    |       |
| 4. Oktober  | Theo Shall                                   | deutscher Schauspieler                                                                                          | 61    |       |
| 4. Oktober  | Zofia Stankiewicz                            | polnische Malerin, Grafikerin und Feministin                                                                    | 93    |       |
| 5. Oktober  | Daniel Etter                                 | österreichischer Geistlicher und Politiker (ÖVP), Landtagsabgeordneter, Mitglied des Bundesrates                | 79    |       |
| 5. Oktober  | Nikolai Iwanowitsch Feschin                  | russischer Maler, Grafiker und Schriftsteller                                                                   | 73    |       |
| 05. Oktober | Ralph Gilman                                 | US-amerikanischer Schwimmer                                                                                     | 39    |       |
| 5. Oktober  | Oskar Gluth                                  | deutscher Schriftsteller und Journalist                                                                         | 68    |       |
| 5. Oktober  | Ernst Hodel junior                           | Schweizer Maler                                                                                                 | 74    |       |
| 5. Oktober  | Arthur Levasseur                             | französischer Politiker                                                                                         | 80    |       |
| 5. Oktober  | Helena Roerich                               | russische Schriftstellerin, die auf Englisch publizierte                                                        | 76    |       |
| 6. Oktober  | Jean Doisy                                   | belgischer Comic-Autor                                                                                          | 55    |       |
| 6. Oktober  | Robert Munro, 1. Baron Alness                | britischer Jurist und Politiker, Unterhausabgeordneter und Peer                                                 | 87    |       |
| 6. Oktober  | John Rodker                                  | englischer Schriftsteller und Verleger                                                                          | 60    |       |
| 6. Oktober  | Fridolin Rothermel                           | deutscher Politiker (BVP, CSU)                                                                                  | 59    |       |
| 7. Oktober  | Henry Bengelsdorf                            | deutscher Politiker (SPD), MdHB                                                                                 | 54    |       |
| 7. Oktober  | Frieda Hempel                                | deutsche Opernsängerin (Sopran)                                                                                 | 70    |       |
| 7. Oktober  | Ferdinand Lentjes                            | deutscher Ingenieur und Unternehmer                                                                             | 73    |       |
| 7. Oktober  | Wladimir Pawlowitsch Rjabuschinski           | russischer Unternehmer und Bankier                                                                              | 82    |       |
| 7. Oktober  | Rodolphe William Seeldrayers                 | belgischer Fußballfunktionär und FIFA-Präsident                                                                 | 78    |       |
| 8. Oktober  | August Horneffer                             | deutscher Philologe, Philosoph, Schriftsteller, Freimaurer und Übersetzer                                       | 80    |       |
| 8. Oktober  | Hans Knoll                                   | deutscher Unternehmer                                                                                           | 41    |       |
| 8. Oktober  | Anton Lens                                   | niederländischer Fußballspieler                                                                                 | 70    |       |
| 8. Oktober  | Sumner Byron Myers                           | US-amerikanischer Mathematiker                                                                                  | 45    |       |
| 8. Oktober  | Hans-Karl von Scheele                        | deutscher Offizier, zuletzt General der Infanterie im Zweiten Weltkrieg                                         | 63    |       |
| 9. Oktober  | Carl Bolle                                   | deutscher Unternehmer, Jagdflieger im Ersten Weltkrieg                                                          | 62    |       |
| 9. Oktober  | Theodor Innitzer                             | österreichischer Geistlicher, Erzbischof von Wien und Kardinal                                                  | 79    |       |
| 9. Oktober  | Alice Joyce                                  | US-amerikanische Schauspielerin                                                                                 | 65    |       |
| 9. Oktober  | Joseph Neugum                                | russlanddeutscher römisch-katholischer Geistlicher und Märtyrer                                                 |       |       |
| 9. Oktober  | Joseph Vollmer                               | deutscher Ingenieur und Automobilpionier                                                                        | 84    |       |
| 10. Oktober | Frederick Matthias Alexander                 | australischer Schauspiellehrer, Begründer der nach ihm benannten Alexander-Technik                              | 86    |       |
| 10. Oktober | Anton Eickmeier                              | deutscher Politiker (CDU), MdL, Oberbürgermeister von Delmenhorst                                               | 43    |       |
| 11. Oktober | Bertrand W. Gearhart                         | US-amerikanischer Politiker                                                                                     | 65    |       |
| 11. Oktober | Kurt Graf                                    | deutscher Wirtschaftsjurist                                                                                     | 69    |       |
| 11. Oktober | Hector McNeil                                | britischer Gewerkschafter und Politiker (Labour Party), Mitglied des House of Commons und Minister              | 48    |       |
| 11. Oktober | Alois Striny                                 | österreichischer Politiker (SPÖ), Landtagsabgeordneter im Burgenland                                            | 66    |       |
| 11. Oktober | Xaver Widmeier                               | deutscher Kommunalpolitiker                                                                                     | 64    |       |
| 12. Oktober | Bernarr Macfadden                            | amerikanischer Kraftsportler, Begründer des Bodybuilding und der Fitness- und Gesundheitsbewegung, Medienunt... | 87    |       |
| 12. Oktober | Albert Welte                                 | österreichischer Politiker (CS, ÖVP), Landtagsabgeordneter von Vorarlberg                                       | 80    |       |
| 13. Oktober | Anna Ackermann                               | deutsche Kommunalpolitikerin (DNVP)                                                                             | 83    |       |
| 13. Oktober | Manuel Ávila Camacho                         | mexikanischer Politiker, Präsident Mexikos (1940–1946)                                                          | 58    |       |
| 13. Oktober | Alexandrina von Balazar                      | portugiesische Mystikerin                                                                                       | 51    |       |
| 13. Oktober | Heinrich Gahrns                              | deutscher Politiker (CDU) und Abgeordneter des ernannten Braunschweigischen Landtages                           | 73    |       |
| 13. Oktober | Karl Zeileissen                              | österreichischer und deutscher Diplomat und Konsul im Auswärtigen Dienst                                        | 59    |       |
| 14. Oktober | Werner Fischer-Defoy                         | deutscher Arzt und Medizinalbeamter                                                                             | 75    |       |
| 14. Oktober | Charles Frey                                 | französischer (elsässischer) Politiker und Journalist, zweimaliger Bürgermeister von Straßburg                  | 67    |       |
| 14. Oktober | Georg Harms-Rüstringen                       | deutscher Maler                                                                                                 | 64    |       |
| 14. Oktober | Josef Knichel                                | deutscher römisch-katholischer Geistlicher                                                                      | 66    |       |
| 14. Oktober | Magdalene Gräfin zu Stolberg-Wernigerode     | Äbtissin des Klosters Drübeck                                                                                   | 80    |       |
| 14. Oktober | Zygmunt Wojciechowski                        | polnischer Historiker                                                                                           | 55    |       |
| 15. Oktober | Serafín María Armora y González              | mexikanischer Geistlicher, Bischof von Ciudad Victoria-Tamaulipas                                               | 79    |       |
| 15. Oktober | Maximilian Bader                             | deutscher Orgelbauer                                                                                            | 76    |       |
| 15. Oktober | Jacques Faitlovitch                          | jüdischer Orientalist und Aktivist                                                                              | 74    |       |
| 15. Oktober | Hayasaka Fumio                               | japanischer Komponist                                                                                           | 41    |       |
| 15. Oktober | Alfred Steinhage                             | deutscher Kommunist und Widerständler gegen den Nationalsozialismus                                             | 66    |       |
| 15. Oktober | Armindo Rodrigues de Sttau Monteiro          | portugiesischer Politiker und Diplomat                                                                          | 58    |       |
| 15. Oktober | Alphonse Terroir                             | französischer Bildhauer                                                                                         | 79    |       |
| 15. Oktober | Robert Valberg                               | österreichischer Schauspieler                                                                                   | 71    |       |
| 15. Oktober | Mark Wischnitzer                             | Historiker | 73    |       |
| 16. Oktober | Alois Bischofberger                          | österreichischer Politiker; Landtagsabgeordneter zum Vorarlberger Landtag                                       | 87    |       |
| 16. Oktober | Wilhelm von Gonzenbach                       | Schweizer Mediziner und Politiker (LdU)                                                                         | 75    |       |
| 16. Oktober | Edgar Junod                                  | Schweizer Journalist und Manager                                                                                | 72    |       |
| 16. Oktober | Stanisław Kłosowicz                          | polnischer Radrennfahrer                                                                                        | 49    |       |
| 16. Oktober | Dimitrios Maximos                            | griechischer Politiker und Ministerpräsident                                                                    | 82    |       |
| 16. Oktober | George Placzek                               | tschechoslowakischer Physiker                                                                                   | 50    |       |
| 16. Oktober | Guido Wünsch                                 | deutscher Ingenieur                                                                                             | 68    |       |
| 17. Oktober | Max Bergmann                                 | deutscher Maler                                                                                                 | 70    |       |
| 17. Oktober | Pietro Borsetti                              | italienischer Turner                                                                                            | 73    |       |
| 17. Oktober | Hans Hoffmann                                | Schweizer Kunsthistoriker                                                                                       | 67    |       |
| 17. Oktober | Harry Lawson                                 | kanadischer Marathonläufer                                                                                      | 74    |       |
| 17. Oktober | Joel Thorne                                  | US-amerikanischer Automobilrennfahrer                                                                           | 41    |       |
| 18. Oktober | Per Fjästad                                  | schwedischer Schwimmer                                                                                          | 72    |       |
| 18. Oktober | Andreas Grieser                              | deutscher Jurist                                                                                                | 87    |       |
| 18. Oktober | José Ortega y Gasset                         | spanischer Philosoph, Soziologe und Essayist                                                                    | 72    |       |
| 18. Oktober | Maurice Paschoud                             | Schweizer Politiker (FDP) und Hochschullehrer                                                                   | 73    |       |
| 19. Oktober | Eugène Delporte                              | belgischer Astronom                                                                                             | 73    |       |
| 19. Oktober | Carlos Dávila Espinoza                       | chilenischer Politiker, Diplomat und Journalist                                                                 | 68    |       |
| 19. Oktober | John Hodiak                                  | US-amerikanischer Schauspieler                                                                                  | 41    |       |
| 19. Oktober | Johannes Hoffmeister                         | deutscher Philosoph und Hochschullehrer                                                                         | 47    |       |
| 19. Oktober | Alfred Menhardt                              | deutscher Schauspieler                                                                                          | 56    |       |
| 19. Oktober | Midget Wolgast                               | US-amerikanischer Boxer im Fliegengewicht                                                                       | 45    |       |
| 20. Oktober | Georg Kükenthal                              | deutscher Theologe und Botaniker                                                                                | 91    |       |
| 20. Oktober | Adolf Mišek                                  | tschechischer Kontrabassist und Komponist                                                                       | 80    |       |
| 20. Oktober | Heinrich Rüter                               | deutscher Maler                                                                                                 | 78    |       |
| 20. Oktober | Hubert Schlebusch                            | deutscher Politiker (SPD), MdR                                                                                  | 62    |       |
| 20. Oktober | Ernst Sommer                                 | tschechoslowakischer Schriftsteller deutscher Sprache                                                           | 66    |       |
| 21. Oktober | Charles Bonham Carter                        | britischer Offizier und Gouverneur von Malta                                                                    | 79    |       |
| 21. Oktober | Emil Feer                                    | Schweizer Pädiater und Hochschullehrer                                                                          | 91    |       |
| 21. Oktober | Hermann Kaserer                              | österreichischer Agrarwissenschaftler                                                                           | 78    |       |
| 21. Oktober | Heinrich Küppers                             | deutscher katholischer Pfarrer und Gegner des NS-Regimes                                                        | 59    |       |
| 21. Oktober | William Jefferson Lhamon                     | US-amerikanischer Geistlicher der Christian Church (Disciples of Christ)                                        | 100   |       |
| 21. Oktober | Karl Puth                                    | deutscher Kameramann                                                                                            | 64    |       |
| 21. Oktober | Lenore Ripke-Kühn                            | deutsche Philosophin, Pianistin und Reiseschriftstellerin                                                       | 77    |       |
| 21. Oktober | Johann Karl Stich                            | österreichischer Jurist und Generalstaatsanwalt in Wien während der NS-Zeit                                     | 67    |       |
| 21. Oktober | Richard Twardzik                             | US-amerikanischer Jazz-Pianist                                                                                  | 24    |       |
| 22. Oktober | Joe Bowker                                   | britischer Boxer im Bantamgewicht                                                                               | 72    |       |
| 22. Oktober | Erik Brandt                                  | schwedischer Politiker (Sozialdemokratische Arbeiterpartei), Mitglied des Riksdag                               | 71    |       |
| 22. Oktober | Alessandro Contini-Bonacossi                 | italienischer Kunsthändler und -sammler                                                                         | 77    |       |
| 22. Oktober | Mario Danieli                                | italienischer Automobilrennfahrer                                                                               | 76    |       |
| 22. Oktober | Fritz Max Weiss                              | deutscher Diplomat                                                                                              | 78    |       |
| 23. Oktober | Felix Kern                                   | österreichischer Redakteur und Politiker (CS, ÖVP), Landtagsabgeordneter, Abgeordneter zum Nationalrat          | 63    |       |
| 23. Oktober | Bessie Spencer Anna Elizabeth Jerome Spencer | neuseeländische Schulleiterin, Obstbäuerin und Gründerin des New Zealand Women’s Institute.                     | 82    |       |
| 23. Oktober | Adolf Treberer-Treberspurg                   | österreichischer Bildhauer                                                                                      | 44    |       |
| 24. Oktober | Paul Bourdin                                 | deutscher Journalist und Staatssekretär                                                                         | 55    |       |
| 24. Oktober | Robert Feulgen                               | deutscher Mediziner und Professor                                                                               | 71    |       |
| 24. Oktober | Heinrich Karsch                              | deutscher Politiker (CDU), MdL                                                                                  | 61    |       |
| 24. Oktober | Alfred Radcliffe-Brown                       | britischer Anthropologe, Begründer des Strukturfunktionalismus                                                  | 74    |       |
| 24. Oktober | Walter Schliephacke                          | deutscher Maler der Romantik                                                                                    | 78    |       |
| 24. Oktober | Heinrich Sthamer                             | deutscher Komponist und Musiktheoretiker                                                                        | 70    |       |
| 24. Oktober | Herbert Zerna                                | deutscher niedersorbischer Theologe und Pädagoge                                                                | 50    |       |
| 24. Oktober | Josef Zizler                                 | deutscher Architekt und Oberbaudirektor                                                                         | 74    |       |
| 25. Oktober | Heinrich Forster                             | deutscher Schutzhaftlagerführer in Konzentrationslagern                                                         | 58    |       |
| 25. Oktober | Josef Fučík                                  | tschechischer Maler                                                                                             | 65    |       |
| 25. Oktober | Oda Rostrup                                  | dänische Stummfilmschauspielerin                                                                                | 76    |       |
| 25. Oktober | Sadako Sasaki                                | japanische Schülerin, Opfer des Atombombenabwurfs auf Hiroshima                                                 | 12    |       |
| 25. Oktober | Ernst Schaumann                              | ostpreußischer Maler                                                                                            | 65    |       |
| 25. Oktober | Herbert Schmeidler                           | deutscher Jurist und Obergeneralarbeitsführer des Reichsarbeitsdienstes                                         | 66    |       |
| 26. Oktober | Henry Morgan Dockrell                        | irischer Geschäftsmann und Politiker                                                                            |       |       |
| 26. Oktober | Grant M. Hudson                              | US-amerikanischer Politiker                                                                                     | 87    |       |
| 26. Oktober | Anthony Ross                                 | US-amerikanischer Schauspieler                                                                                  | 46    |       |
| 26. Oktober | Karl Max Schneider                           | deutscher Zoodirektor und Geisteswissenschaftler                                                                | 68    |       |
| 27. Oktober | Clark Griffith                               | US-amerikanischer Baseballspieler und -manager                                                                  | 85    |       |
| 27. Oktober | Johannes Hertel                              | deutscher Indologe                                                                                              | 83    |       |
| 27. Oktober | Martin J. Kennedy                            | US-amerikanischer Politiker                                                                                     | 63    |       |
| 27. Oktober | Erhard Graf von Wedel                        | deutscher Diplomat                                                                                              | 75    |       |
| 28. Oktober | Erich Ebeling                                | deutscher Assyriologe                                                                                           | 68    |       |
| 28. Oktober | Nikolaus von Lutterotti                      | Benediktiner, Prior und Archivar des Benediktinerklosters Grüssau in Schlesien                                  | 63    |       |
| 28. Oktober | Hans Mayer                                   | österreichischer Ökonom                                                                                         | 76    |       |
| 28. Oktober | Fritz von Niederhäusern                      | Schweizer Baumeister und Architekt                                                                              | 79    |       |
| 29. Oktober | Romano Guarnieri                             | italienischer Romanist, Italianist und Fremdsprachendidaktiker, der in den Niederlanden wirkte                  | 71    |       |
| 29. Oktober | Walter Hege                                  | deutscher Fotograf, Kameramann, Maler, Regisseur und Hochschullehrer                                            | 61    |       |
| 29. Oktober | Jiří Kodl                                    | böhmischer Tennisspieler                                                                                        | 66    |       |
| 29. Oktober | Hans Koepchen                                | deutscher Maschinenbau-Ingenieur und Wirtschaftsmanager                                                         | 44    |       |
| 29. Oktober | Tauno Luiro                                  | finnischer Skispringer                                                                                          | 23    |       |
| 29. Oktober | Paul Zenz                                    | deutscher Politiker, Regierungspräsident des Regierungsbezirks Minden                                           | 58    |       |
| 30. Oktober | Dimitrie Gusti                               | rumänischer Soziologe, Historiker, Philosoph                                                                    | 75    |       |
| 30. Oktober | Christian Koch                               | deutscher Politiker (DDP, FDP), MdHB                                                                            | 77    |       |
| 30. Oktober | Erik Mellbin                                 | schwedischer Segler                                                                                             | 54    |       |
| 31. Oktober | Alban Collignon                              | belgischer Sportjournalist und Präsident des Radsport-Weltverbands Union Cycliste Internationale                | 79    |       |
| 31. Oktober | Albert Dauzat                                | französischer Romanist, Linguist und Namenforscher                                                              | 78    |       |
| 31. Oktober | Gustav Epple                                 | deutscher Bauunternehmer                                                                                        | 72    |       |
| 31. Oktober | Gyula Feldmann                               | ungarischer Fußballspieler und -trainer                                                                         | 64    |       |
| 31. Oktober | Willi König                                  | deutscher Meteorologe                                                                                           | 70    |       |
| 31. Oktober | Benno Kuhr                                   | deutscher Politiker (NSDAP), MdR                                                                                | 58    |       |
| 31. Oktober | Ernst August Schwebel                        | deutscher Verwaltungsjurist und Richter                                                                         | 69    |       |

## November
| Tag          | Name                                | Beruf, bekannt als                                                                                    | Alter | Beleg |
| ------------ | ----------------------------------- | --- | ----- | ----- |
| 1. November  | Dale Carnegie                       | US-amerikanischer Schriftsteller und Persönlichkeitstrainer                                           | 66    |       |
| 1. November  | Eugen Imbs                          | deutscher Politiker                                                                                   | 77    |       |
| 1. November  | Alfred Müller                       | deutscher Forstwissenschaftler sowie Hochschullehrer                                                  | 81    |       |
| 1. November  | Ernst Seelig                        | österreichischer Jurist und Kriminologe                                                               | 60    |       |
| 1. November  | Ronald Storrs                       | britischer Kolonialbeamter                                                                            | 73    |       |
| 1. November  | Horatio Burt Williams               | US-amerikanischer Physiologe                                                                          | 78    |       |
| 1. November  | Richard Wolf                        | Landtagsabgeordneter Volksstaat Hessen                                                                | 80    |       |
| 3. November  | Albert Czeczott                     | russisch-polnischer Ingenieur und Dampflokomotiven-Experte                                            | 82    |       |
| 3. November  | Wolfgang Goetz                      | deutscher Schriftsteller                                                                              | 69    |       |
| 3. November  | Otto Müller                         | deutscher Politiker (SPD), MdL                                                                        | 61    |       |
| 3. November  | William Whiteley                    | britischer Politiker, Unterhausabgeordneter                                                           | 73    |       |
| 4. November  | William Morris Bioff                | US-amerikanischer Gangster                                                                            | 55    |       |
| 4. November  | Hans Finsterer                      | österreichischer Chirurg                                                                              | 78    |       |
| 4. November  | Ludwig Kuhnen                       | deutscher Politiker (SPD), MdL                                                                        | 79    |       |
| 4. November  | Wolfgang Josef Pauli                | österreichischer Mediziner und Biochemiker                                                            | 86    |       |
| 4. November  | Johannes Thomes                     | römisch-katholischer Priester                                                                         | 59    |       |
| 4. November  | Cy Young                            | US-amerikanischer Baseballspieler und -trainer                                                        | 88    |       |
| 5. November  | Victor Dirksen                      | deutscher Kunsthistoriker und Museumsdirektor                                                         |       |       |
| 5. November  | Ermenegildo Carlo Donadini          | österreichisch-deutscher Maler und Restaurator                                                        | 79    |       |
| 5. November  | Mizzi Langer-Kauba                  | österreichische Sportlerin, Alpinistin und Geschäftsfrau                                              | 83    |       |
| 5. November  | Renato Mordo                        | österreichischer Theaterleiter                                                                        | 61    |       |
| 5. November  | Maurice Utrillo                     | französischer Maler                                                                                   | 71    |       |
| 6. November  | Edwin Barclay                       | liberianischer Politiker                                                                              |       |       |
| 06. November | Willy Logan                         | kanadischer Eisschnellläufer                                                                          | 48    |       |
| 6. November  | Jack McGrath                        | US-amerikanischer Automobilrennfahrer                                                                 | 36    |       |
| 06. November | Johann Rudel                        | deutscher Kunstbuchbinder und Einbandgestalter                                                        | 87    |       |
| 6. November  | Walter Sassnick                     | deutscher Journalist und Politiker (SPD), MdB                                                         | 60    |       |
| 6. November  | Wilhelm Schürch                     | Schweizer Architekt                                                                                   | 73    |       |
| 6. November  | Charley Toorop                      | niederländische Malerin und Lithografin                                                               | 64    |       |
| 6. November  | Cornelis Gerrit Nicolaas de Vooys   | niederländischer Niederlandist                                                                        | 82    |       |
| 7. November  | Karl Bodmer                         | deutscher Motorradrennfahrer                                                                          | 44    |       |
| 7. November  | Richard Dölker                      | deutscher Grafiker und Textilgestalter                                                                | 59    |       |
| 7. November  | Arthur Frey                         | Schweizer Politiker                                                                                   | 58    |       |
| 7. November  | Hans Griem                          | deutscher Politiker (CDU), MdHB, MdB                                                                  | 53    |       |
| 7. November  | Alajos Kenyéry                      | ungarischer Schwimmer                                                                                 | 61    |       |
| 7. November  | Tom Powers                          | US-amerikanischer Schauspieler                                                                        | 65    |       |
| 8. November  | Felix von Bressensdorf              | deutscher Verleger                                                                                    | 79    |       |
| 8. November  | Jonathan Edward Caldwell            | kanadisch-US-amerikanischer Mechaniker, Landwirt und Unternehmer                                      | 72    |       |
| 9. November  | Henri Delaunay                      | französischer Fußballspieler und Generalsekretär der UEFA                                             | 72    |       |
| 9. November  | Georgi Duchtew                      | bulgarisch Architekt                                                                                  | 70    |       |
| 9. November  | André Rischmann                     | französischer Rugbyspieler                                                                            | 73    |       |
| 10. November | Peter Dörfler                       | deutscher Priester und Heimatdichter                                                                  | 77    |       |
| 10. November | Hermann Elias                       | deutscher Meteorologe und Aeronaut                                                                    | 79    |       |
| 10. November | Hans Christian Hingst               | deutscher NS-Funktionär                                                                               | 60    |       |
| 10. November | Adelaide Johnson                    | amerikanische Bildhauerin                                                                             | 96    |       |
| 10. November | Mariano Latorre                     | chilenischer Autor                                                                                    | 69    |       |
| 10. November | Henri Quintric                      | französischer Leichtathlet                                                                            | 58    |       |
| 10. November | Junior Raglin                       | US-amerikanischer Jazz-Bassist                                                                        | 38    |       |
| 10. November | Hermann Schlimme                    | deutscher Politiker (SPD, USPD, SED), MdV, Mitbegründer des FDGB                                      | 73    |       |
| 10. November | Hans-Georg von Seidel               | deutscher Luftwaffenoffizier, zuletzt General der Flieger                                             | 63    |       |
| 10. November | Walter Sethe                        | deutscher Verwaltungsbeamter                                                                          | 57    |       |
| 10. November | Wilhelm Thomas                      | deutscher Politiker (SPD), Landtagsabgeordneter Volksstaat Hessen                                     | 80    |       |
| 11. November | Harry Cobby                         | australischer Kampfpilot im Ersten Weltkrieg                                                          | 61    |       |
| 11. November | Jack Cox                            | englischer Fußballspieler und -trainer                                                                | 77    |       |
| 11. November | Hermann Deckert                     | deutscher Kunsthistoriker und Denkmalpfleger                                                          | 56    |       |
| 11. November | Heinrich von Hoesslin               | deutscher Mediziner                                                                                   | 77    |       |
| 11. November | Jerry Ross                          | US-amerikanischer Komponist                                                                           | 29    |       |
| 12. November | Rosa Grimm                          | Schweizer Politikerin (SP/KPS)                                                                        | 80    |       |
| 12. November | Alfréd Hajós                        | ungarischer Schwimmer und Architekt                                                                   | 77    |       |
| 12. November | Otto Nückel                         | deutscher Maler, Grafiker, Illustrator und Karikaturist                                               | 67    |       |
| 12. November | Robert Tillmanns                    | deutscher Politiker (CDU), MdB                                                                        | 59    |       |
| 12. November | Tin Ujević                          | kroatischer Schriftsteller und Dichter                                                                | 64    |       |
| 12. November | Sarah Wambaugh                      | US-amerikanische Politikwissenschaftlerin                                                             | 73    |       |
| 12. November | Carl Wesenberg-Lund                 | dänischer Biologe und Limnologe                                                                       | 87    |       |
| 13. November | Hans Bracher                        | Schweizer Architekt                                                                                   | 46    |       |
| 13. November | Elsa Pfister-Kaufmann               | deutsche Malerin                                                                                      | 62    |       |
| 13. November | Heinar Schilling                    | deutscher Dichter und Schriftsteller                                                                  | 61    |       |
| 14. November | László Berczeller                   | ungarischer Soja-Pionier                                                                              | 65    |       |
| 14. November | Fride Larsson                       | schwedischer Militärpatrouillenläufer                                                                 | 34    |       |
| 14. November | Ernst August Roloff                 | deutscher Hochschullehrer und Politiker                                                               | 68    |       |
| 14. November | Robert E. Sherwood                  | US-amerikanischer Dramatiker und Drehbuchautor                                                        | 59    |       |
| 14. November | Huntley N. Spaulding                | US-amerikanischer Politiker                                                                           | 86    |       |
| 14. November | Rudolf Graf von Spreti              | deutscher Reiter und Pferdezüchter                                                                    | 72    |       |
| 14. November | Daniel J. Tobin                     | US-amerikanischer Gewerkschaftsführer                                                                 | 80    |       |
| 15. November | Lloyd Bacon                         | US-amerikanischer Schauspieler und Regisseur                                                          | 65    |       |
| 15. November | Reinhard Froehner                   | deutscher Veterinärhistoriker                                                                         | 87    |       |
| 15. November | Josef Heinrich                      | deutscher Politiker                                                                                   | 76    |       |
| 15. November | Wilhelm Höcker                      | deutscher Politiker (SPD, SED), MdV                                                                   | 69    |       |
| 15. November | Chandler Sprague                    | US-amerikanischer Drehbuchautor, Filmregisseur und Filmproduzent                                      | 69    |       |
| 15. November | Heinrich Steinfeldt                 | deutscher Politiker (SPD), MdR, MdHB und Gewerkschaftsfunktionär                                      | 63    |       |
| 15. November | Arkadi Klimentjewitsch Timirjasew   | sowjetischer Physiker und Philosoph                                                                   | 75    |       |
| 16. November | Joseph Arneth                       | deutscher Mediziner                                                                                   | 82    |       |
| 16. November | Sándor Bodnár                       | ungarischer Fußballspieler                                                                            | 66    |       |
| 16. November | Arnesby Brown                       | britischer Landschaftsmaler                                                                           | 89    |       |
| 16. November | Marinus van Rekum                   | niederländischer Tauzieher und olympischer Silbermedaillengewinner                                    | 71    |       |
| 17. November | James P. Johnson                    | US-amerikanischer Pianist und Komponist                                                               | 61    |       |
| 17. November | Gerhard Lütkens                     | deutscher Politiker (SPD), MdB                                                                        | 62    |       |
| 17. November | Helmuth Weidling                    | deutscher General der Artillerie im Zweiten Weltkrieg                                                 | 64    |       |
| 17. November | Rudolf Kraus                        | deutscher Politiker                                                                                   | 73    |       |
| 18. November | Philipp Rappaport                   | deutscher Architekt, Stadtplaner, Baubeamter, Hochschullehrer und Autor                               | 75    |       |
| 18. November | Jānis Goldmanis                     | lettischer Politiker und Minister                                                                     | 80    |       |
| 19. November | Anselmo Bucci                       | italienischer Maler, Grafiker und Schriftsteller                                                      | 68    |       |
| 19. November | Helen West Heller                   | amerikanische Malerin, Grafikerin, Dichterin, Illustratorin und Aktivistin                            | 83    |       |
| 19. November | Josef Herrmann                      | deutscher Opernsänger                                                                                 | 52    |       |
| 20. November | Tomasz Arciszewski                  | polnischer Politiker, Mitglied des Sejm, Ministerpräsident Polens                                     | 78    |       |
| 20. November | Richard Bartz                       | deutscher Schriftsteller und Heimatdichter                                                            | 75    |       |
| 20. November | Georg Benkard                       | deutscher Jurist, Richter am Bundesgerichtshof                                                        | 74    |       |
| 20. November | Emilie Engel                        | Schoenstätter Marienschwester                                                                         | 62    |       |
| 20. November | Are Waerland                        | finnisch-schwedischer Ernährungsreformer, Autor und Dozent                                            | 79    |       |
| 21. November | Hans Tanzmeister                    | österreichischer Politiker (Heimatblock), Mitglied des Bundesrates                                    | 63    |       |
| 22. November | Raymond Ceillier                    | französischer Flottillenadmiral                                                                       | 71    |       |
| 22. November | Shemp Howard                        | US-amerikanischer Komiker                                                                             | 60    |       |
| 22. November | Anton Konrad                        | deutscher Richter und Staatssekretär (Bayern)                                                         | 72    |       |
| 22. November | Johannes Lau                        | deutscher Politiker (SPD), MdL                                                                        | 76    |       |
| 22. November | Joseph Guy Ropartz                  | französischer Komponist und Dirigent                                                                  | 91    |       |
| 22. November | Manuel Toussaint y Ritter           | mexikanischer Kunsthistoriker                                                                         |       |       |
| 22. November | Emil Tranquillini                   | österreichischer Architekt                                                                            | 71    |       |
| 23. November | Elli Barczatis                      | deutsche Agentin, Wegen Spionage zum Tode verurteilte Sekretärin Otto Grotewohls                      | 43    |       |
| 23. November | Wilhelm Berning                     | deutscher katholischer Geistlicher, Bischof von Osnabrück                                             | 78    |       |
| 23. November | Andrew S. Clarkin                   | irischer Politiker                                                                                    |       |       |
| 23. November | Fuat Hulusi Demirelli               | türkischer Jurist, Autor und Abgeordneter                                                             |       |       |
| 23. November | Adolf Halfeld                       | deutscher Journalist und Buchautor                                                                    |       |       |
| 23. November | Stafford LeRoy Irwin                | US-amerikanischer Offizier im Zweiten Weltkrieg, Oberbefehlshaber der United States Forces in Austria | 62    |       |
| 23. November | Karl Laurenz                        | deutscher Agent, wegen Spionage zum Tode verurteilt                                                   | 50    |       |
| 23. November | August Schmidt                      | deutscher Offizier, zuletzt General der Flakartillerie im Zweiten Weltkrieg                           | 72    |       |
| 23. November | Milly Witkop                        | jüdische Anarchafeministin, Anarchosyndikalistin und Autorin                                          | 78    |       |
| 24. November | Walther Bever-Mohr                  | deutscher Filmamateur und Präsident des Bundes der deutschen Filmamateure (BDFA) (1952–1955)          | 54    |       |
| 24. November | Lionel George Curtis                | britischer Beamter und Anwalt                                                                         | 83    |       |
| 24. November | Max Frey                            | österreichischer Maler                                                                                | 53    |       |
| 24. November | Hermann Kandl                       | österreichischer Goldschmied, Handelskammerfunktionär und Politiker                                   | 82    |       |
| 24. November | Hans Menardi                        | österreichischer Architekt                                                                            | 70    |       |
| 24. November | James Millican                      | US-amerikanischer Schauspieler                                                                        | 44    |       |
| 24. November | Johannes Pautke                     | deutscher lutherischer Bischof                                                                        | 67    |       |
| 25. November | Joan Mary Fry                       | englische Friedensaktivistin, Quäkerin                                                                | 93    |       |
| 25. November | Jacques Handschin                   | Schweizer Organist, Musiker und Musikwissenschaftler                                                  | 69    |       |
| 25. November | Louis Lachenal                      | französischer Alpinist                                                                                | 34    |       |
| 25. November | Wassili Nikolajewitsch Masjutin     | russisch-deutscher Graphiker, Maler, Zeichner, Bildhauer und Autor                                    | 71    |       |
| 25. November | Curt Pohlmeyer                      | deutscher Offizier, zuletzt SS-Brigadeführer und Generalmajor der Polizei                             | 68    |       |
| 25. November | Eugène Renaud                       | französischer Automobilrennfahrer                                                                     | 78    |       |
| 25. November | Heinrich Roth                       | deutscher Politiker (Zentrum), MdR, MdL                                                               | 66    |       |
| 25. November | Herman Steiner                      | US-amerikanisch-ungarischer Schachspieler                                                             | 50    |       |
| 25. November | Arthur George Tansley               | britischer Pflanzenökologe und Geobotaniker                                                           | 84    |       |
| 26. November | Vera Buchanan                       | US-amerikanische Politikerin                                                                          | 53    |       |
| 26. November | Rose Gerisch                        | deutsche Politikerin und Abgeordnete (SPD, SED)                                                       | 61    |       |
| 26. November | Olgierd Górka                       | polnischer Historiker, Publizist, Politiker und Diplomat                                              | 67    |       |
| 26. November | Hermine Heusler-Edenhuizen          | erste offiziell anerkannte und niedergelassene Frauenärztin in Deutschland                            | 83    |       |
| 26. November | Emil Meinhold                       | deutscher Radrennfahrer und Schrittmacher                                                             | 76    |       |
| 27. November | Luís de Freitas Branco              | portugiesischer Komponist und Musikwissenschaftler                                                    | 65    |       |
| 27. November | Arthur Honegger                     | französisch-schweizerischer Komponist                                                                 | 63    |       |
| 27. November | Emma Jung                           | Schweizer Psychoanalytikerin                                                                          | 73    |       |
| 27. November | Vilém Kreibich                      | tschechoslowakischer Künstler                                                                         | 71    |       |
| 27. November | William Nigh                        | US-amerikanischer Filmregisseur und Schauspieler                                                      | 74    |       |
| 27. November | Eugenie Sendrey                     | amerikanisch-österreich-ungarische Sopranistin                                                        | 71    |       |
| 28. November | Clara Brockmann                     | deutsche Schriftstellerin                                                                             | 72    |       |
| 28. November | Max Hirschenauer                    | österreichischer Maler                                                                                | 70    |       |
| 28. November | Helmut Kloft                        | Politiker Rheinland-Pfalz                                                                             | 64    |       |
| 28. November | Kurt Messow                         | deutscher Jurist und Schriftsteller                                                                   | 66    |       |
| 28. November | Louis Neye                          | deutscher Fachlehrer für Landwirtschaft und Lehrbuchautor                                             | 92    |       |
| 28. November | Samuel Norrby                       | schwedischer Kugelstoßer                                                                              | 49    |       |
| 29. November | Heinrich Mutschmann                 | deutscher Anglist, Sprachwissenschaftler und Hochschullehrer                                          | 70    |       |
| 29. November | Gustav Sander                       | deutscher Gewerkschafter und Politiker (SPD), MdB                                                     | 74    |       |
| 29. November | Heinrich Sölter                     | deutscher Politiker (SPD)                                                                             | 66    |       |
| 30. November | Aleksandar Balabanow                | bulgarischer Literatur- und Sprachwissenschaftler, Übersetzer und Literaturkritiker                   | 76    |       |
| 30. November | Konrad von Dressler                 | deutscher Gutsbesitzer und Politiker                                                                  | 70    |       |
| 30. November | Erich Grisar                        | deutscher Arbeiterdichter                                                                             | 57    |       |
| 30. November | Karl Mützelfeldt                    | deutscher Geistlicher (evangelisch), Pfarrer und Pädagoge                                             | 74    |       |
| 30. November | Ōyama Ikuo                          | japanischer Politiker                                                                                 | 75    |       |
| 30. November | Archibald George Blomefield Russell | britischer Kunsthistoriker, Genealoge und Heraldiker                                                  | 76    |       |
| 30. November | Rainer Stahel                       | deutscher Offizier, zuletzt Generalleutnant im Zweiten Weltkrieg                                      | 63    |       |
| 30. November | Josip Štolcer-Slavenski             | jugoslawischer Komponist                                                                              | 59    |       |
| 30. November | Friedrich Werner                    | deutscher Jurist und Oberkirchenrat                                                                   | 58    |       |
| November     | Marich Ágoston                      | ungarischer Polizeioffizier, Sprachlehrer und Pazifist                                                |       |       |
| November     | Hannes Küpper                       | deutscher Dramaturg, Regisseur und Schriftsteller                                                     | 57    |       |

## Dezember
| Tag          | Name                                     | Beruf, bekannt als                                                                                              | Alter | Beleg |
| ------------ | ---------------------------------------- | --- | ----- | ----- |
| 1. Dezember  | Edward Grigg, 1. Baron Altrincham        | britischer Kolonialbeamter und Politiker (Liberal Party, Conservative Party)                                    | 76    |       |
| 1. Dezember  | Delos R. Johnson                         | US-amerikanischer Politiker                                                                                     | 76    |       |
| 2. Dezember  | Verner Eklöf                             | finnischer Fußball- und Bandyspieler und Nordischer Kombinierer                                                 | 58    |       |
| 2. Dezember  | Theodor Knolle                           | deutscher evangelisch-lutherischer Theologe und Bischof der Evangelisch-Lutherischen Kirche im Hamburgischen... | 70    |       |
| 2. Dezember  | Otto Soyka                               | österreichischer Journalist und Schriftsteller                                                                  | 73    |       |
| 2. Dezember  | Harold Walden                            | englischer Amateurfußballspieler                                                                                | 68    |       |
| 3. Dezember  | Maurice Archambaud                       | französischer Radrennfahrer                                                                                     | 49    |       |
| 3. Dezember  | Richard Aßmann                           | deutscher Schauspieler                                                                                          | 78    |       |
| 3. Dezember  | Cow Cow Davenport                        | US-amerikanischer Blues-Musiker                                                                                 | 61    |       |
| 3. Dezember  | Heinrich Hansen                          | deutscher Architekt                                                                                             | 74    |       |
| 3. Dezember  | María Izquierdo                          | mexikanische Malerin                                                                                            | 53    |       |
| 4. Dezember  | Alfons Dressel                           | deutscher Dirigent                                                                                              | 55    |       |
| 4. Dezember  | Rudolf Kaesbach                          | deutscher Bildhauer                                                                                             | 82    |       |
| 5. Dezember  | Paul Harvey                              | US-amerikanischer Schauspieler                                                                                  | 73    |       |
| 5. Dezember  | Frederik Samuel Knipscheer               | niederländischer Theologe und Historiker                                                                        | 84    |       |
| 5. Dezember  | William E. Lee                           | amerikanischer Jurist und Staatsbediensteter war er Mitglied der amerikanischen Kartellbehörde Interstate Co... | 73    |       |
| 05. Dezember | Christiaan van Lennep                    | niederländischer Tennisspieler                                                                                  | 68    |       |
| 5. Dezember  | Franz Löffler                            | deutscher Maler und Grafiker                                                                                    | 80    |       |
| 5. Dezember  | Glenn Luther Martin                      | US-amerikanischer Geschäftsmann und Pilot                                                                       | 69    |       |
| 5. Dezember  | Minami Jirō                              | japanischer General und Politiker                                                                               | 81    |       |
| 5. Dezember  | Heinrich Rheinboldt                      | deutscher Chemiker                                                                                              | 64    |       |
| 5. Dezember  | Robert Wahl                              | deutscher Unternehmer und Kommunalpolitiker                                                                     | 73    |       |
| 6. Dezember  | Georges Johin                            | französischer Krocketspieler                                                                                    | 78    |       |
| 6. Dezember  | Nikolai Dmitrijewitsch Moissejew         | sowjetischer Astronom                                                                                           | 52    |       |
| 6. Dezember  | George Platt Lynes                       | US-amerikanischer Fotograf                                                                                      | 48    |       |
| 6. Dezember  | Erich von Schickfus und Neudorff         | deutscher Offizier, zuletzt Generalmajor der Reichswehr                                                         | 75    |       |
| 6. Dezember  | Honus Wagner                             | US-amerikanischer Baseballspieler und -trainer                                                                  | 81    |       |
| 7. Dezember  | Manfred Bukofzer                         | deutsch-amerikanischer Musikwissenschaftler und Humanist                                                        | 45    |       |
| 7. Dezember  | Mirzl Hofer                              | österreichische Sängerin und Jodlerin                                                                           | 78    |       |
| 8. Dezember  | Gerhard Felmy                            | deutscher Generalmajor                                                                                          | 63    |       |
| 8. Dezember  | Paul van Kempen                          | niederländisch-deutscher Dirigent                                                                               | 62    |       |
| 8. Dezember  | Otto Kühne                               | deutscher Politiker, Gewerkschaftsfunktionär und Widerstandskämpfer                                             | 62    |       |
| 8. Dezember  | Eduard von der Lippe                     | deutscher Architekt                                                                                             | 40    |       |
| 8. Dezember  | Hermann Weyl                             | deutscher Mathematiker                                                                                          | 70    |       |
| 9. Dezember  | Adriana Budewska                         | bulgarische Schauspielerin und eine der Begründerinnen des modernen bulgarischen Theaters                       | 76    |       |
| 9. Dezember  | Abram Michailowitsch Dragomirow          | Offizier der Kaiserlich Russischen Armee, zuletzt General der Kavallerie                                        | 87    |       |
| 9. Dezember  | Heinrich Gebhardt                        | deutscher Verwaltungsjurist                                                                                     | 82    |       |
| 9. Dezember  | Ernst Knoblauch                          | deutscher Architekt                                                                                             | 86    |       |
| 9. Dezember  | Käthe Saile                              | deutsche Schriftstellerin                                                                                       | 56    |       |
| 9. Dezember  | Béla Székely                             | ungarisch-argentinischer Psychologe                                                                             | 63    |       |
| 10. Dezember | Minna Blanckertz                         | deutsche Sozialpädagogin, Vorsitzende des Rheinischen Frauenklubs und karitativ tätig                           | 88    |       |
| 10. Dezember | Karl Dorfmeister                         | österreichischer Architekt                                                                                      | 79    |       |
| 10. Dezember | Heinrich Gürsching                       | deutscher Archivar                                                                                              | 59    |       |
| 10. Dezember | Albrecht Oepke                           | deutscher evangelischer Theologe                                                                                | 74    |       |
| 11. Dezember | Wilhelm Henrich                          | deutscher Kulturbeamter und Theaterintendant                                                                    | 66    |       |
| 11. Dezember | Archer Milton Huntington                 | US-amerikanischer Multimillionär, Philanthrop, Museumsgründer, Bibliophiler und Hispanist                       | 85    |       |
| 11. Dezember | Frank Merrill                            | US-amerikanischer Militär, Major General der US Army                                                            | 52    |       |
| 11. Dezember | Helmut Nicolai                           | deutscher Jurist im Dienste des NS-Regimes, MdL                                                                 | 60    |       |
| 12. Dezember | Jean-Baptiste Claudel                    | französischer Ordensgeistlicher, Apostolischer Vikar von Reyes in Bolivien                                      | 79    |       |
| 12. Dezember | Antun Dobronić                           | jugoslawischer Komponist                                                                                        | 77    |       |
| 12. Dezember | Mayer Ebner                              | jüdischer Journalist und Politiker                                                                              | 83    |       |
| 12. Dezember | Margarete Gerhardt                       | deutsche Malerin, Grafikerin und Linol- und Holzschneiderin                                                     | 82    |       |
| 12. Dezember | Robert Marx                              | deutscher Rechtsanwalt und Syndikus                                                                             | 72    |       |
| 12. Dezember | Irving Small                             | US-amerikanischer Eishockeyspieler                                                                              | 64    |       |
| 13. Dezember | Johannes Böse                            | deutscher Pädagoge                                                                                              | 76    |       |
| 13. Dezember | Patrick Alfred Buxton                    | britischer Entomologe, spezialisiert auf medizinische Entomologie (Parasitologie)                               | 63    |       |
| 13. Dezember | António Egas Moniz                       | portugiesischer Neurologe und Politiker                                                                         | 81    |       |
| 13. Dezember | Alexandru Proca                          | rumänisch-französischer Physiker                                                                                | 58    |       |
| 13. Dezember | Otto Ralfs                               | deutscher Kunstsammler                                                                                          | 63    |       |
| 13. Dezember | Jakob Schmitt                            | deutscher kriegsblinder Bildhauer                                                                               | 64    |       |
| 13. Dezember | Léon Werth                               | französischer Schriftsteller und Kunstkritiker                                                                  | 77    |       |
| 14. Dezember | Kaspar Linnartz                          | deutscher Lehrer und Namenforscher                                                                              | 76    |       |
| 14. Dezember | Harry W. Musselwhite                     | US-amerikanischer Politiker                                                                                     | 87    |       |
| 15. Dezember | Otto Braun                               | deutscher Politiker (SPD), MdR in der Weimarer Republik                                                         | 83    |       |
| 15. Dezember | Karl Erckert                             | Südtiroler Politiker                                                                                            | 61    |       |
| 15. Dezember | Horace McCoy                             | US-amerikanischer Schriftsteller und Drehbuchautor                                                              | 58    |       |
| 15. Dezember | John Rochaix                             | Schweizer Agrarwissenschaftler und Politiker                                                                    | 76    |       |
| 15. Dezember | Fritz Schulte                            | deutscher Polizist sowie Gründungsmitglied und erster Vorsitzender der Gewerkschaft der Polizei                 | 63    |       |
| 15. Dezember | Alfred Walther                           | Schweizer Ordinarius für Betriebswirtschaftslehre                                                               | 69    |       |
| 16. Dezember | Dorothy Caruso                           | US-amerikanische Erbin und Schriftstellerin                                                                     | 62    |       |
| 16. Dezember | John Klintberg                           | schwedischer Langstreckenläufer                                                                                 | 70    |       |
| 16. Dezember | Heinrich Laakmann                        | deutsch-baltischer Historiker                                                                                   | 63    |       |
| 16. Dezember | Werner Müller                            | deutscher Jurist und Politiker                                                                                  | 55    |       |
| 16. Dezember | Louis Salomon                            | deutscher Kaufmann                                                                                              | 83    |       |
| 16. Dezember | Heinrich von Schullern zu Schrattenhofen | österreichischer Schriftsteller und Militärarzt                                                                 | 90    |       |
| 16. Dezember | Yasui Sōtarō                             | japanischer Maler                                                                                               | 67    |       |
| 17. Dezember | Alice Constance Austin                   | amerikanische Architektin, Designerin und Stadtplanerin                                                         | 93    |       |
| 17. Dezember | Richard Götze                            | deutscher Veterinärmediziner, Hochschullehrer und Rektor                                                        | 65    |       |
| 17. Dezember | Arvīds Jurgens                           | lettischer Fußballnationalspieler                                                                               | 50    |       |
| 17. Dezember | Francis Tiburtius Roche                  | Bischof von Tuticorin (Südindien)                                                                               | 76    |       |
| 17. Dezember | Savang Vadhana                           | Ehefrau von König Rama V.                                                                                       | 93    |       |
| 18. Dezember | Pak Hon-yong                             | nordkoreanischer Politiker                                                                                      |       |       |
| 18. Dezember | Michail Grigorjewitsch Popow             | russischer Botaniker                                                                                            | 62    |       |
| 18. Dezember | Timotheos I. Themeles                    | Patriarch des griechisch-orthodoxen Patriarchats Jerusalem, theologischer Publizist und Schriftsteller          | 77    |       |
| 18. Dezember | William Winter                           | englischer Schachspieler                                                                                        | 58    |       |
| 19. Dezember | Herbert von Dirksen                      | deutscher Diplomat                                                                                              | 73    |       |
| 19. Dezember | Josephine Peary                          | US-amerikanische Polarforscherin und Schriftstellerin                                                           | 92    |       |
| 19. Dezember | Keith Macpherson Smith                   | australischer Militärpilot im Ersten Weltkrieg und Flugpionier                                                  | 64    |       |
| 19. Dezember | Charlotte Sohy                           | französische Komponistin                                                                                        | 68    |       |
| 20. Dezember | Jakob Biegi                              | deutscher Landtagsabgeordneter Volksstaat Hessen                                                                | 69    |       |
| 20. Dezember | James Leslie Brierly                     | britischer Jurist, Professor an der Universität Oxford                                                          | 74    |       |
| 20. Dezember | Alide Ertel                              | estnische Schriftstellerin                                                                                      | 78    |       |
| 20. Dezember | James Lewis Howe                         | US-amerikanischer Chemiker                                                                                      | 96    |       |
| 20. Dezember | Krum Kjuljawkow                          | bulgarischer Dichter und Dramatiker                                                                             | 62    |       |
| 20. Dezember | Egon Lauppert                            | österreichischer Offizier (Generalmajor) und Journalist                                                         | 76    |       |
| 20. Dezember | Josef Limburg                            | deutscher Bildhauer und Medailleur                                                                              | 81    |       |
| 20. Dezember | William Smith                            | südafrikanischer Boxer im Bantamgewicht                                                                         | 51    |       |
| 20. Dezember | Otto Thiele                              | deutscher Maler                                                                                                 | 85    |       |
| 21. Dezember | Erik Bryggman                            | finnischer Architekt                                                                                            | 64    |       |
| 21. Dezember | Georg Hartmann                           | deutscher Politiker (DNVP), MdR                                                                                 | 80    |       |
| 21. Dezember | Garegin Nschdeh                          | armenischer Staatsmann, militärischer Anführer und Ultranationalist                                             | 69    |       |
| 21. Dezember | Fritz Tomann                             | österreichischer Major, Ritter des Militär-Maria-Theresien-Ordens                                               | 65    |       |
| 21. Dezember | Wastl Witt                               | deutscher Volksschauspieler                                                                                     | 73    |       |
| 22. Dezember | Michail Michailowitsch Karnauchow        | russischer Metallurg und Hochschullehrer                                                                        | 63    |       |
| 22. Dezember | Rose Liechtenstein                       | deutsche Theater- und Filmschauspielerin der Stummfilmzeit                                                      | 68    |       |
| 22. Dezember | Hans von Rosenstiel                      | preußischer Verwaltungsbeamter, Landrat                                                                         | 84    |       |
| 22. Dezember | Jules-Émile Verschaffelt                 | belgischer Physiker                                                                                             | 85    |       |
| 23. Dezember | Gerhard Krumbach                         | deutscher Seismologe                                                                                            | 60    |       |
| 23. Dezember | Hans Rohn                                | österreichischer Kartograf, Lithograf und akademischer Maler                                                    | 87    |       |
| 24. Dezember | Hugo Chaim Adler                         | belgischer Komponist, Chasan und Chorleiter                                                                     | 61    |       |
| 24. Dezember | Georges d’Arnoux                         | französischer Schauspieler und Autorennfahrer                                                                   | 48    |       |
| 24. Dezember | Nana Bryant                              | US-amerikanische Schauspielerin                                                                                 | 67    |       |
| 24. Dezember | Karl Engelhardt                          | deutscher Lehrer und Politiker (SPD)                                                                            | 79    |       |
| 24. Dezember | William Greaves                          | britischer Astronom                                                                                             | 57    |       |
| 24. Dezember | Samuel Niger                             | russischer jiddischer Schriftsteller, Kritiker und Publizist                                                    | 72    |       |
| 24. Dezember | Carl Ramsauer                            | deutscher Physiker                                                                                              | 76    |       |
| 24. Dezember | Harry Sandager                           | US-amerikanischer Politiker                                                                                     | 68    |       |
| 24. Dezember | Alois Schardt                            | deutscher Kunsthistoriker                                                                                       | 65    |       |
| 24. Dezember | Richard Schubert                         | deutscher Politiker (KPD), MdL Sachsen                                                                          | 69    |       |
| 24. Dezember | Donald Wood Taylor                       | US-amerikanischer Ingenieur der Geotechnik                                                                      |       |       |
| 25. Dezember | Giovanni Cuniolo                         | italienischer Radrennfahrer                                                                                     | 71    |       |
| 25. Dezember | Warren I. Lee                            | US-amerikanischer Jurist und Politiker                                                                          | 79    |       |
| 25. Dezember | Wilhelm Mansfeld                         | deutscher Jurist                                                                                                | 80    |       |
| 25. Dezember | Emil Oberle                              | deutscher Fußballspieler                                                                                        | 66    |       |
| 25. Dezember | Navvab Safavi                            | iranischer Gründer der islamistischen Gruppierung Fedajin-e Islam                                               |       |       |
| 25. Dezember | Ernst Sittig                             | deutscher Sprachwissenschaftler                                                                                 | 68    |       |
| 26. Dezember | Friedrich Beichel                        | deutscher Architekt und Baumeister                                                                              | 80    |       |
| 26. Dezember | Gustav Berlin                            | preußischer Verwaltungsjurist und Kommunalpolitiker, Landrat                                                    | 77    |       |
| 26. Dezember | Eberhardt Illmer                         | deutscher Fußballspieler                                                                                        | 67    |       |
| 26. Dezember | Franz Immig                              | deutscher Fußballspieler                                                                                        | 37    |       |
| 26. Dezember | Hans Mierendorff                         | deutscher Schauspieler                                                                                          | 73    |       |
| 26. Dezember | Henri Albert Niessel                     | französischer Offizier, zuletzt Armeegeneral; Mitglied des französischen Obersten Kriegsrates (1926–1931)       | 89    |       |
| 26. Dezember | Alfred Uckeley                           | deutscher evangelischer Theologe und Rektor der Universität Königsberg                                          | 81    |       |
| 26. Dezember | Kurt Wiedenfeld                          | deutscher Nationalökonom und Diplomat                                                                           | 84    |       |
| 27. Dezember | Kurt Agricola                            | deutscher Generalleutnant im Zweiten Weltkrieg                                                                  | 66    |       |
| 27. Dezember | Ely Culbertson                           | US-amerikanischer Bridge-Experte                                                                                | 64    |       |
| 27. Dezember | Ham Fisher                               | US-amerikanischer Comiczeichner und Karikaturist                                                                | 55    |       |
| 27. Dezember | Alfred Janschek                          | deutscher Politiker (SPD), MdR                                                                                  | 81    |       |
| 27. Dezember | Charles F. West                          | US-amerikanischer Politiker                                                                                     | 60    |       |
| 28. Dezember | Karl Eskuchen                            | deutscher Internist, Neurologe und Autor                                                                        | 70    |       |
| 28. Dezember | René Leriche                             | französischer Chirurg                                                                                           | 76    |       |
| 29. Dezember | Fritz Berend                             | deutscher, später englischer Dirigent, Theater- und Musikdirektor sowie Kapellmeister, Komponist und Musikwi... | 66    |       |
| 29. Dezember | Carl Garz                                | deutscher Politiker (CDU), MdV                                                                                  |       |       |
| 29. Dezember | Karl Häußner                             | badischer Verwaltungsbeamter                                                                                    | 73    |       |
| 29. Dezember | Maria Almeda Schricker                   | deutsche Ordensschwester                                                                                        | 76    |       |
| 30. Dezember | Heinrich Bensing                         | deutscher Opernsänger (Tenor)                                                                                   | 44    |       |
| 30. Dezember | Erich Engel                              | österreichischer Pianist, Kapellmeister und Musikschriftsteller musiklexikon.ac.at                              | 67    |       |
| 30. Dezember | Frieda Gallati                           | Schweizer Historikerin                                                                                          | 79    |       |
| 30. Dezember | Pearl Hart                               | kanadische Banditin                                                                                             |       |       |
| 30. Dezember | Wilhelm Klein                            | deutscher Veterinärmediziner                                                                                    | 70    |       |
| 30. Dezember | Johannes Perk                            | deutscher Ordensgeistlicher (Salesianer Don Boscos) und Bibelwissenschaftler                                    | 75    |       |
| 31. Dezember | Charles W. Fairfield                     | US-amerikanischer Politiker                                                                                     | 73    |       |
| 31. Dezember | Cyril Forster Garbett                    | Erzbischof von York                                                                                             | 80    |       |
| 31. Dezember | Richard Genserowski                      | deutscher Kunstturner                                                                                           | 80    |       |
| 31. Dezember | Ludwig Götz                              | deutscher Unternehmer und Schiffseigner                                                                         | 68    |       |
| 31. Dezember | Karl Graf                                | österreichischer Fußballspieler                                                                                 | 49    |       |
| 31. Dezember | Sid Grossman                             | US-amerikanischer Fotograf                                                                                      | 42    |       |
| 31. Dezember | Franz Heberer                            | deutscher Architekt                                                                                             | 72    |       |
| 31. Dezember | Ludwig Lewisohn                          | US-amerikanischer Schriftsteller                                                                                | 73    |       |
| 31. Dezember | Max Pfeffer                              | deutscher Offizier, zuletzt General der Artillerie im Zweiten Weltkrieg                                         | 72    |       |
| Dezember     | Maud Perceval Allen                      | englische Konzert-, Oratorien- und Opernsängerin (Sopran)                                                       |       |       |